# Sinan Oğan
Sinan Oğan, né le 1er septembre 1967 à Iğdır, est un homme politique turc d'extrême droite.
De 2011 à 2015, il est député pour le Parti d'action nationaliste (MHP). 
Lors de l'élection présidentielle turque de 2023, candidat de la coalition Alliance ancestrale, il arrive en troisième position avec 5,2 % des voix.

## Situation personnelle

### Origines
Sinan Oğan naît le 1er septembre 1967 à Iğdır, en Turquie, dans une famille d'origine azerbaïdjanaise. Il est un chiite laïque.

### Formation et carrière
Sinan Oğan sort en 1989 diplômé en gestion de l'université de Marmara.
De 1993 à 2000, il travaille comme doyen adjoint à l'université d'État d'économie d'Azerbaïdjan. De 1994 à 1998, il est également représentant de l'Agence turque de coopération internationale et de développement (TİKA) du ministère turc des Affaires étrangères dans le cadre d'une mission supplémentaire.
Il retourne en Turquie en 2000 et commence à travailler au Centre d'études stratégiques eurasiennes sur la région du Caucase. Il jette les bases du Centre de relations internationales et d'analyse stratégique TURKSAM.
En 2009, Oğan obtient un doctorat en relations internationales et en sciences politiques de l'Institut d'État des relations internationales de Moscou.

## Parcours politique

### Député d'Iğdır
Sinan Oğan est élu député d'Iğdır pour le Parti d'action nationaliste (MHP) lors des élections générales turques de 2011. Il est membre des groupes d'amitié parlementaire Turquie-Albanie et Türkiye-Niger et secrétaire général du groupe d'amitié parlementaire Turquie-Azerbaïdjan à la Grande Assemblée nationale de Turquie.
Il perd son mandat après les élections législatives de juin 2015.

### Exclusion du MHP
Le 26 août 2015, il est exclu du MHP. Mais il gagne un procès lui permettant de réintégrer le parti, avant d'être à nouveau exclu.

### Élection présidentielle de 2023

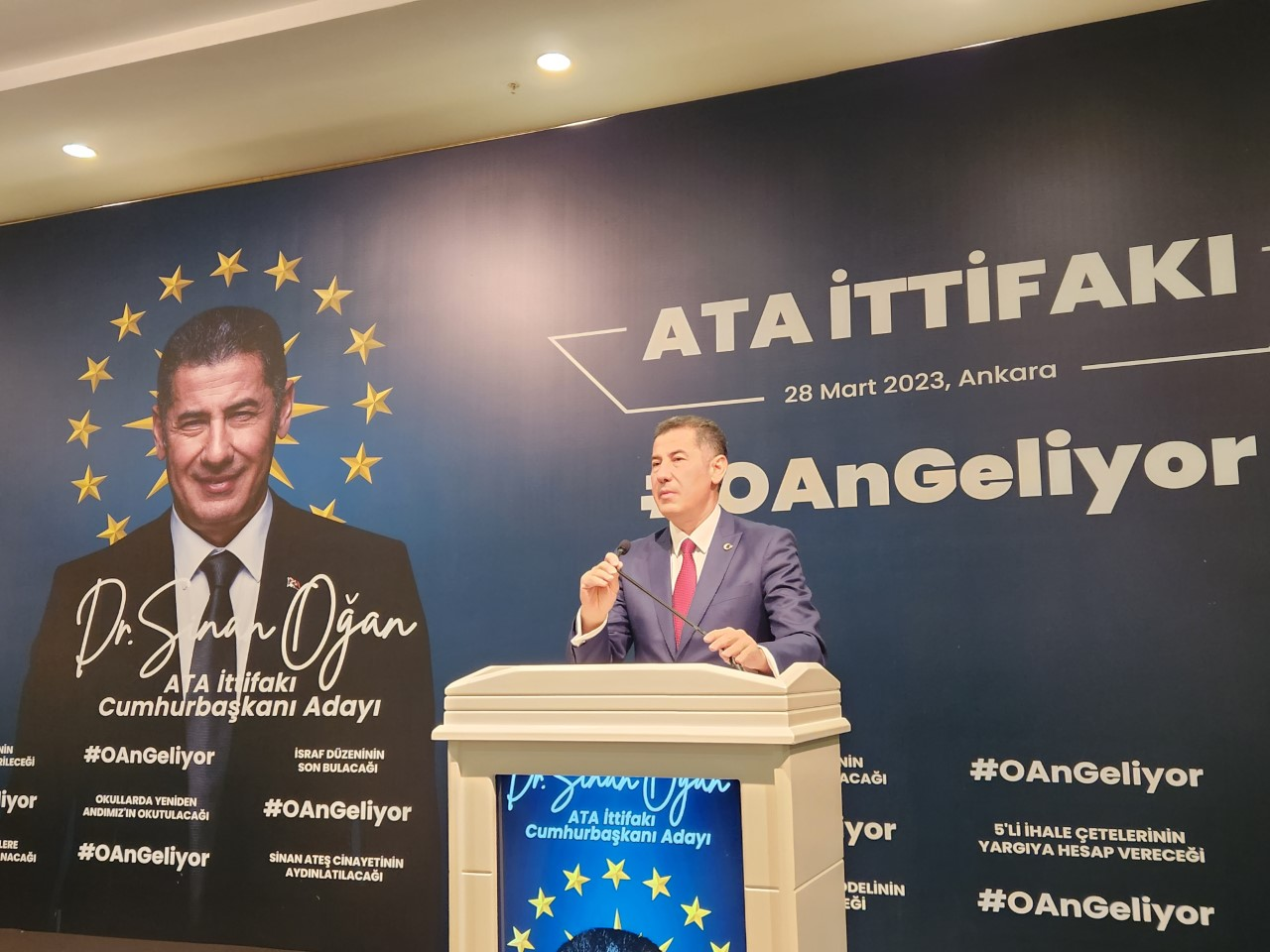
Sinan Oğan au lancement de sa campagne présidentielle de 2023.

Score de Sinan Oğan à l'élection présidentielle de 2023 par province.

Sinan Oğan est désigné comme candidat de l'Alliance ancestrale (en) (ATA) à l'élection présidentielle turque de 2023, obtenant les 100 000 signatures nécessaires pour se présenter le 14 mai 2023. L'Alliance ancestrale regroupe cinq partis politiques, classés à droite ou à l'extrême droite de l'échiquier politique. Le Parti de la vérité quitte la coalition à la suite de cette désignation d'Oğan.
Durant la campagne, Sinan Oğan défend des positions ultranationalistes : il réclame avant toute chose l'expulsion de l'ensemble des réfugiés syriens, mettant en avant une forme de théorie du grand remplacement. Il souhaite par ailleurs l'exclusion du Parti démocratique des peuples (HDP, gauche) du système politique turc et défend plus généralement des positions antikurdes.
Lors du premier tour de l'élection, le 14 mai 2023, il recueille 5,17 % des suffrages exprimés, ce qui contribue à la mise en ballottage du président sortant, Recep Tayyip Erdoğan. Dans l'entre-deux-tours, il apparaît comme le potentiel faiseur de roi. Si le candidat Kemal Kılıçdaroğlu reprend son discours anti-migrants, Sinan Oğan apporte finalement son soutien à Erdoğan, avec qui il déclare avoir négocié le durcissement de la lutte contre le « terrorisme », le renvoi des réfugiés, ainsi que le « renforcement des institutions ».

## Résultats électoraux

### Élection présidentielle
| Année | Coalition | Coalition | Voix      | %    | Rang | Issue   |
| ----- | --------- | --------- | --------- | ---- | ---- | ------- |
| 2023  |           | ATA       | 2 831 239 | 5,19 | 3e   | Éliminé |

### Élections législatives
| Année | Circonscription | Parti | Parti | Voix   | %     | Rang | Issue |
| ----- | --------------- | ----- | ----- | ------ | ----- | ---- | ----- |
| 2011  | Iğdır           |       | MHP   | 27 554 | 34,09 | 1er  | Élu   |

## Publications
- Azerbaijan, Turkic World Research Foundation Publications, 1992
- Politics and Oligarchy, publié en Russie, 2003
- Orange Revolutions, 2006

Outre ces ouvrages, Sinan Oğan a publié plus de 500 articles et analyses.